# 7-Eleven (equipo ciclista)
7-Eleven fue un equipo ciclista estadounidense fundado en 1981 bajo la dirección de Jim Ochowicz, antiguo ciclista olímpico de los Estados Unidos. El equipo fue concebido como un medio de entrenamiento y promoción del ciclismo, en unos años en los que el ciclismo profesional en Estados Unidos no terminaba de arrancar, y con el objetivo de lograr un buen número de medallas en los Juegos Olímpicos de Los Ángeles, si bien el éxito cosechado por la escuadra llevó al debut profesional del equipo en Europa, y su consiguiente asentamiento en el ciclismo mundial. En 1990, la empresa 7-Eleven decidió retirar su patrocinio, tomando las riendas del equipo la empresa de electrónica y telecomunicaciones Motorola, heredando la misma estructura y ciclistas.
7-Eleven es considerado como el principal pionero del ciclismo profesional estadounidense.

## Historia

### Preparación para Los Ángeles 1984 (1981-1984)
La primera plantilla estuvo formada por apenas siete corredores, de los cuales Eric Heiden, antiguo patinador olímpico, era uno de los nombres más destacados. Durante 1981, el equipo cosechó triunfos en el circuito norteamericano, de la mano de Jeff Bradley y el canadiense Ron Hayman. En 1982, con las incorporaciones de Davis Phinney, Ron Kiefel y otro canadiense, Alex Stieda, los buenos resultados del equipo comenzaron a convencer a los patrocinadores, logrando victorias en carreras locales como la Coors Classic, y logrando publicidad a nivel nacional. Asimismo, se formó también un equipo femenino bajo el mismo patrocinador, con Rebecca Twigg como ciclista destacada.
El equipo olímpico triunfó, logrando nueve medallas en las distintas competiciones de ciclismo, siendo el país con mayor número de medallas en dicho deporte. A raíz de este éxito, en 1985 la escuadra pasó a competir en categoría profesional en el circuito europeo.

### Primeros años como equipo profesional
En 1985, el equipo fue invitado al Giro de Italia, carrera en la que consiguieron dos victorias de etapa, la 15.ª con triunfo de Kiefel, y la 20.ª, ganada por Hampsten, el cual había firmado de forma temporal con el equipo solo para aquella carrera. Poco antes, el mismo año, Kiefel también se había impuesto en el Trofeo Laigueglia.
En 1986, la escuadra se convirtió en el primer equipo profesional estadounidense en participar en el Tour de Francia, superando dicho hito con un día de liderato del canadiense Alex Stieda y la victoria en la 2.ª etapa de Davis Phinney. Anteriormente, Alexi Grewal ya había conseguido ganar una etapa en el Tour del Porvenir.

### Hampsten líder de equipo y principales victorias (1987-1990)
En 1987, el equipo logró tres victorias de etapa en la Vuelta a Suiza, ganadas por Phinney, Andrew Hampsten y Dag-Otto Lauritzen, aparte de la clasificación general, también ganada por Andrew Hampsten. Por su parte, Raúl Alcalá logró un triunfo parcial en el Giro del Trentino, y Lauritzen sumó también una victoria en la Rund um den Henninger-Turm. Individualmente, Tom Schuler logró la victoria en el Campeonato de Estados Unidos. En el Tour de Francia, Phinney se impuso en la 12.ª etapa, mientras que el noruego Lauritzen se impuso en Luz Ardiden y Jeff Pierce haría lo propio en la última etapa, con final en los Campos Elíseos. El mexicano Alcalá finalizaría 1.º en la clasificación de los jóvenes, tras terminar en 9.ª posición en la general, el mejor del equipo.
En la temporada de 1988, Andrew Hampsten logró el mayor éxito de la escuadra al imponerse en el Giro de Italia, siendo el primer ciclista no europeo en alcanzar dicha gesta, además de ganar la clasificación de la montaña y dos etapas. Otras victorias destacadas de la escuadra norteamericana fueron una etapa de la París-Niza, también ganada por Andrew Hampsten, una etapa del Tour de Romandía gracias a Bob Roll y el Giro de la Toscana, en el que venció Ron Kiefel. En el Tour de Francia, esta vez el equipo terminaría de vacío, sin ningún triunfo parcial, a pesar de que Phinney finalizó 2.º en la clasificación por puntos, por detrás del belga Eddy Planckaert. Individualmente, de nuevo un ciclista del equipo ganó el Campeonato nacional, siendo Kiefel en esta ocasión.
En 1989, Gerhard Zadrobilek se impuso en la Clásica de San Sebastián. Andrew Hampsten logró vencer en la Subida a Urkiola y repitió podio en el Giro de Italia, terminando en 3.ª posición esta vez. Lauritzen ganó el Tour de Trump, Jens Veggerby logró un triunfo parcial en el Tour de Romandía y Sean Yates venció en el G. P. Eddy Merckx y en la general de la Vuelta a Bélgica.
En el año 1990, Andrew Hampsten repitió triunfo en Urkiola, el propio Andrew Hampsten y Nathan Dahlberg lograron sendas etapas en la Vuelta a Suiza, y Kiefel consiguió una victoria parcial en el Critérium Internacional. Steve Bauer terminó 2.º en una apretado final en la París-Roubaix y portó el maillot amarillo de líder del Tour de Francia durante nueve etapas.

## Bicicletas
EL equipo 7-Eleven usó las siguientes marcas de bicicletas durante toda su historia:
- Schwinns (1981)
- Rossin (1982)
- Serotta (1983-1986)
- Huffy (1987-1988)
- Eddy Merckx (1989-1990)[16]

## Ciclistas destacados
| - Raúl Alcalá 1986 à 1988 - Norman Alvis 1989 à 1990 - Frankie Andreu 1989 à 1990 - Steve Bauer 1990 - Andy Bishop 1990 - Jonathan Boyer 1985 à 1986 - Alexi Grewal 1986 - Andrew Hampsten 1988 à 1990 - Eric Heiden 1981 à 1990 - Ronald Kiefel 1985 à 1990 - Dag Otto Lauritzen 1988 à 1990 | - Davis Phinney 1982 à 1990 - Jeff Pierce 1986 à 1990 - Bob Roll 1985 à 1990 - Douglas Shapiro 1986 à 1988 - Alex Stieda 1982 à 1990 - John Tomac 1990 - Jens Veggerby 1988 à 1990 - Sean Yates 1989 à 1990 - Roger Young 1981 - Gerhard Zadrobilek 1989 - Urs Zimmermann 1990 |